# Clathrus
Clathrus es un género de hongos de la familia Phallaceae que son conocidos como "jaulas rojas". Al igual que otros miembros de su familia, los cuerpos fructíferos maduros están cubiertos con gleba viscosa de color marrón oliva que contiene esporas y atrae a las moscas. Estos hongos son saprofitos (se alimentan de materia orgánica muerta) y son comunes en el suelo.

## Especies
Se ha descrito las siguientes especies:
- Clathrus archeri
- Clathrus baumii
- Clathrus bicolumnatus
- Clathrus cameroensis
- Clathrus cancellatum
- Clathrus cheriar
- Clathrus chrysomycelinus
- Clathrus columnatus
- Clathrus crispus
- Clathrus crispatus
- Clathrus cristatus
- Clathrus delicatus
- Clathrus hainanensis
- Clathrus kusanoi
- Clathrus mauritianus
- Clathrus oahuensis
- Clathrus preussi
- Clathrus roseovolvatus
- Clathrus ruber – Especie tipo
- Clathrus transvaalensis
- Clathrus treubii
- Clathrus xiningensis